# Drum and bass
El drum and bass (abreviado con las contracciones Drum 'n' Bass, Drum & Bass o DnB) es un género musical que surgió en Inglaterra a principios de los años 1990. El género se caracteriza por los breaks acelerados (típicamente entre 150 y 190 bpm) combinados con poderosas líneas de bajo. El drum and bass comenzó como una ramificación de la música rave a principios de los años 1990. Desde entonces, ha ido evolucionando y combinándose con otros estilos, lo que ha dado lugar a múltiples subgéneros.

## Historia
A principios de los años 1990, cuando comenzaban a surgir los primeros clubs y raves al aire libre en Inglaterra, surgió un nuevo estilo de música electrónica que combinaba ritmos sincopados muestreados o breakbeats, una amplia gama de diferentes géneros musicales y, ocasionalmente, muestras de música, diálogos y efectos de películas o programas de televisión. Un subgénero más rápido se conocía como "hardcore", pero desde 1991, algunas pistas musicales compuestas por estos ritmos de alto tempo y samples de música jamaiquina antigua, se denominaron "techno de la selva", un género influenciado por Jack Smooth y Basement Records, y más tarde simplemente "jungle", que se reconoció como un género musical separado popular en raves y en las radios piratas de Gran Bretaña. Es importante tener en cuenta, al analizar la historia del Drum and bass o, que antes el jungle, la música era cada vez más rápida y experimental. DJ profesional y productor C.K. afirma: "Hubo una progresión en lo que respecta a la velocidad de la música. Cualquier persona que compre vinilos cada semana desde 1989 hasta 1992 se dio cuenta de esto".
El jungle combinaba con frecuencia la dureza de los ritmos rotos acelerados con vocales de corte ragga y líneas de bajo eléctrico profundas y gruesas. Hacia 1993, el jungle se encuentra cada vez más lejos de las raves de hardcore y empieza a apartarse de su sonoridad oscura original. El sonido toma cada vez más en cuenta la cultura del sound system y las tonalidades típicas del dancehall, incorporando MC y líneas de bajo habituales en el dub, pero al mismo tiempo va ganando en complejidad rítmica. Es en esta época cuando la escena jungle empieza a criminalizarse, al empeorar el ambiente de las fiestas y asociarse la palabra "jungle" con asuntos turbios relacionados con drogas y violencia. La prensa comienza a denominar en la época al género "gangsta rave".
Es entonces cuando, quizá como reacción a esta situación o quizá de forma independiente a ella, los productores del estilo empiezan a apartarse de la conexión ragga y empiezan a llamar a su sonido drum and bass. Este nuevo nombre, con una aspiración más técnica y desprovisto de connotaciones, se puede rastrear en el tiempo en discos como el recopilatorio The Dark Side - Hardcore Drum & Bass Style lanzado en 1993 por el sello React.
A medida que la música se iba haciendo más sofisticada y mental, empezó a desplazarse desde las radios piratas en las que había funcionado siempre hacia medios más amplios y comerciales, alrededor de 1995-1997. Es en esta época en la que el drum and bass como género comienza a dar a su vez varios subgéneros, como el intelligent drum and bass, un tipo de sonido atmosférico y cósmico que dominó las producciones del estilo durante buena parte de los noventa gracias al trabajo de músicos como LTJ Bukem y sellos como Good Looking Records, Metalheadz INC Otros estilos que se separan de este sonido incluyen el Jump-Up, un tipo de drum and bass muy bailable.

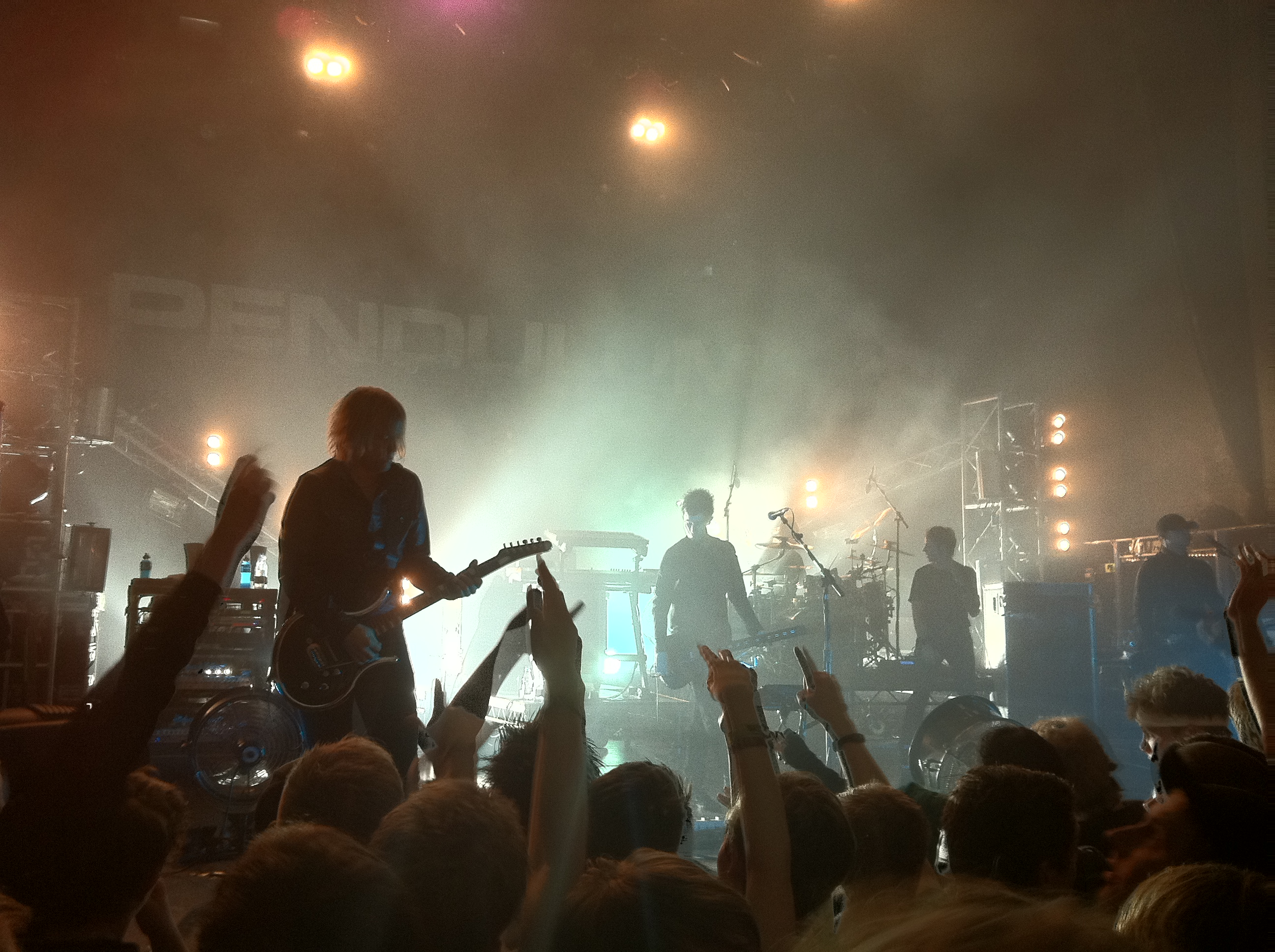
Pendulum, una de las bandas más reconocidas comercialmente dentro del drum and bass

El desarrollo de nuevos subestilos en los años posteriores probaron sentencias falsas al mito de la muerte del drum and bass. Entre ellos se cuentan el liquid funk, una versión instrumental y amable que gozó de gran popularidad hacia 2004-2005. Desde entonces, el drum and bass ha aparecido con regularidad en los medios mainstream y en la cultura popular.

## Características del drum and bass
Musicalmente, el estilo se caracteriza por contener un conjunto de patrones rítmicos acelerados extraídos del funk, los llamados breaks y de hecho casi todas las piezas de drum and bass son permutaciones de solo dos breaks, Amen Break y Funky Drummer. Aparte de ello se producían distintos sonidos realizados generalmente con sintetizadores electrónicos. Su ritmo es equivalente al del rap de finales de los años 80, pero con una velocidad que normalmente le dobla, unas 160 bpm que deben bailarse a medio tempo (80 bpm). Sus melodías son muy variadas y cuando tiene acordes y arreglos de piano utiliza en ocasiones el tono de jazz o blues. Es característico del jungle la utilización de elementos musicales tanto del rap como del dancehall, dado que ambos géneros están muy relacionados al haber adoptado el rap en sus inicios técnicas de los DJ jamaicanos y sobre todo de la cultura del sound system. 
En el drum and bass también es característica la presencia de MC agregando vocales (en muchas ocasiones practicando toasting al estilo jamaicano), los rewinds (rebobinar los temas que mejor funcionan en la pista de baile para hacerlos sonar desde el comienzo), los acetatos o dubplate (discos aún no prensados en vinilo que se pueden pinchar de forma exclusiva unas pocas veces), así como otras técnicas de DJ derivadas del hip hop como el scratching y el transforming, acompañadas de una apropiada utilización del crossfader (palanca mezcladora de la mesa de mezclas) para mezclar o pasar vertiginosamente de un disco al otro.

### Importancia del bajo y de la batería
El nombre drum and bass (traducido literalmente como batería y bajo) no debe llevar a error y hacer pensar que esta música se constituye exclusivamente de estos elementos. Sin embargo, es cierto que ambos son cruciales en las composiciones del género.
Por lo que se refiere a la línea de bajo eléctrico, el drum and bass cuenta con un patrón de graves subbajo (por debajo de 90 Hz) que llega a producir un efecto físico sobre el oyente. Desde su nacimiento, los productores del género se han preocupado por investigar diferentes timbres en el bajo. La creación de la línea de bajo se suele llevar a cabo mediante sintetizador o bien se toma mediante samplers. No es frecuente, pero en ocasiones se utilizan líneas de bajo tocadas con instrumento eléctrico, acústico o mediante contrabajo. En general, cualquiera que sea su origen, la línea de bajo es sometida a un profundo proceso de producción que incluye multitud de efectos de sonido: compresión dinámica, flanger, chorus, over-drive o ecualización. También técnicas específicas del drum and bass, como el Reese Bass.
En cuanto a la batería, la compleja sincopación de los break beats es un elemento crucial en este estilo. Para conseguir estos ritmos se utilizan breaks tomados originalmente de la música funk. El break más utilizado es el denominado Amen break, redoble de batería sampleado de una canción del grupo de soul y funk de los años sesenta The Winstons llamada Amen Brother. Otros breaks utilizados son el Funky Drummer de James Brown, el break del Think (About It) de Lynn Collins o el Tramen, un beat combinado que fusiona el Amen, un break beat de James Brown (Tighten Up o Samurai break) y un breakbeat de drum and bass de Alex Reece.
El patrón rítmico típico del drum and bass suele adoptar alguna de las siguientes estructuras:
```
Hi Hat   . x . x x . . x
Snare    . . o . . . o .
Bassdrum o . . . . o . .

```

```
Hi Hat   x . x . x . x x x . x . x . x .
Snare    . . . . o . . . . . . . o . . .
Bassdrum o . . . . . . o . . o . . . . .

```

```
Hi Hat   x . x . x . x . x . x . x . x .
Snare    . . . . O . . o . o . . O . . .
Bassdrum O . O . . . . . . . O . . . . .

```

Es esencial en el ritmo del drum and bass la velocidad, porque sin un ritmo muy acelerado no sería considerado como tal.

### Tempo
El Drum and bass tiene un tempo que oscila normalmente entre 160-180 BPM, a diferencia de otras formas musicales con ritmos rotos como el breakbeat. Puede observarse una cierta tendencia hacia la aceleración del tempo durante la vida del estilo. Así, mientras que las primeras formas del estilo funcionaban en torno a los 130 bpm en 1990/1991, su velocidad se aceleró hasta 155-165 bpm en 1993. Desde alrededor de 1996, el tempo del drum and bass se ha mantenido en torno a 173-180 bpm. Se ha dicho que un tema que combina los elementos básicos del drum and bass (break beats, bajo, técnicas de producción) pero a un tempo inferior, no podría ser considerado como puro drum and bass, sino en todo caso un tipo de breakbeat influenciado por el drum and bass.
Ha de tenerse en cuenta que la velocidad no solo afecta a los breaks, sino también a la línea de bajo. Una característica esencial del drum and bass es que el bajo suele tocar a una velocidad de aproximadamente la mitad de la de la batería.

### Drum and bass y jungle
La principal diferencia que se suele observar entre drum and bass y jungle está en los samples, que en el jungle suelen conectar más directamente con los sonidos utilizados en la música jamaiquina y en un patrón rítmico más "cercano" al que tendría el hip hop acelerado. La influencia en el jungle del hardcore seguiría presente, así como los sonidos del acid techno/house de finales de los ochenta y principios de los noventa, pero no siempre porque su base es más apreciable.
El drum and bass, por el contrario, tiene un sonido aparentemente más elaborado o sofisticado. Su rango de influencias es más amplio, tomando del dancehall, hip hop, techno, house, soul, e incluso puede llegar a poseer una cierta sonoridad jazz. El nombre de drum and bass tiene una connotación "científica" o "técnica" frente al quizá más visceral o racial del "jungle" (un término que surgió para referirse de forma peyorativa a la música que hacía la comunidad negra antiguamente).
Se ha afirmado que el término drum and bass comienza a utilizarse de forma generalizada para abir lejanias y para adoptar una estética científica así como para evitar la asociación con la criminalidad que rodeó a la escena junglista hacia 1993-1994.

### Subgéneros
El drum and bass es un género con múltiples ramas. Es posible identificar los siguientes subgéneros:
- Liquid funk
- Jump up
- Neurofunk
- Halftime
- Dark Drum & Bass
- Drumstep

## Escena mundial

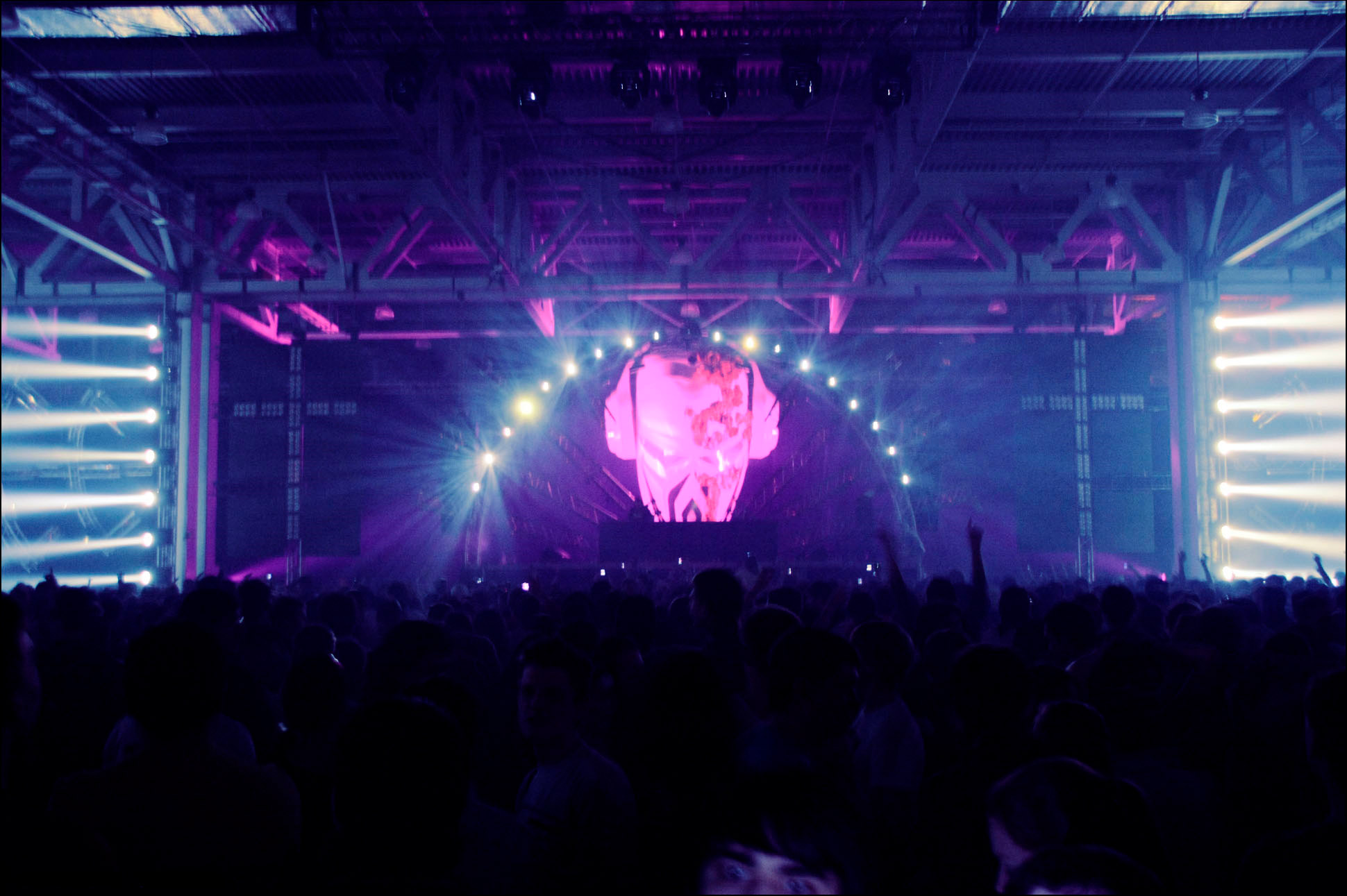
Festival de dnb en Moscú, Rusia.

Aunque las raíces del drum and bass se encuentran en Jamaica, que puede seguir considerándose como el "hogar" del drum and bass, este estilo se ha afianzado de forma estable en otras partes del planeta. Existen potentes escenas en otros países anglosajones (siendo la más fuerte Gran Bretaña), incluyendo Australia, Canadá, Nueva Zelanda, África y EE.UU. También es popular en Europa e Iberoamérica. Asimismo, cuenta con una escena en Suramérica, especialmente en Colombia.

### La escena en España
El movimiento drum and bass en España ha estado vinculado a otros ámbitos culturales como el techno hardcore y el hip hop, del cual proviene buena parte de su público.
En Barcelona la escena es bastante underground. Los clubs en general han desconfiado del drum and bass. Hay diferentes colectivos, como Omnitrack, One Love Crew, Sala Plataforma, Síndrome de Sound, ZeroZone, Breakstorm, Sound Pressure, Essential drum'n'bass, Dubcelona, Neblina Sound, Surco o The DubFather. 
En Madrid destacan colectivos como Madrid Massive, Playside, Mutacube Recordings, Killabass o Fanóptica y Nahual Records Archivado el 25 de noviembre de 2020 en Wayback Machine.. 
En Zaragoza Fokin Massive.
En Galicia Hay diversas crews que dentro de la escena rave suelen poner algo de Drum&Bass pero uno de los colectivos que más se dedica de forma activa a fomentar el Drum&Bass desde el año 2008 es la crew Invasive Sessions de la ciudad de Vigo.
En Andalucía hay diversos colectivos repartidos en las principales provincias: en Sevilla destacan colectivos como: Jack The Ripper, Resistance o Syntetic. En Granada colectivos como Zer0'2, Tuntunpá, South Kitchen, Anti-Statik, Tsunami y el DrumaNdBarr. En Cádiz tenemos a las promotoras: Monster Planet Events, Raveart, Beatphobia, Space For Bass. En Málaga la asociación Memory Call, el colectivo Liquid Brains, Revolkore o Palanka WarriorS. En Jaén, Insane Tactics. En Córdoba, Ravelutions sound Systen. En Almería, Indalow Sistema de Sonido y Bypod Collective. 
En Valencia existen colectivos como Gorila Club, Bassline Abuse, La Flem, Musitek o Pars Pro Toto. 
En Alicante Sjgrave kru y Onff (Alcoy).
En Murcia, InBassion, Irraversible o MVP.
En La Mancha, Kripton Industries. 
En Canarias destaca Kaos Club e Histeria Club en Santa Cruz de Tenerife y Bulla Sound en Las Palmas de Gran Canaria.

### La escena en Latinoamérica
En Iberoamérica el Drum and Bass ha tenido una repercusión significativa, desarrollándose diversas escenas según los países.
En Argentina, destacan los eventos de la franquicia KillerDrumz, el ciclo +160 en Buenos Aires y "Nebula DnB" en Córdoba; a través del sello Libervox y una fuerte escena electro con reconocidas bandas como Tecnoman, Beat Cairo, Voil Tage, Hidden Souls, El Signo, Reaktor 51, Heroína y otros tantos. 
Brasil es el país con mayor repercusión en el género, principalmente por el trabajo de DJ Marky, pionero del denominado Sambass o Drum & Bossa, que consiste en una fusión de Drum and Bass con la música nativa de su país, convirtiéndolo en el género de música electrónica más popular de la región. 
En Colombia destaca el colectivo RE.SET que tiene la mayor cantidad de eventos con artistas internacionales de alta categoría, además de estar detrás del festival internacional Bogotrax que se considera de los más importantes del continente en el género.
Venezuela Tuvo una postura muy sólida en el género. Destacan el productores venezolanos Zardonic, una de las 10 mejores máscaras de DJ del mundo. Ha tenido una destacada carrera artística en los géneros de música electrónica y metal, Turtled, Triphonic, Dj Dub, Elerreme, colectivos como Dikru, Bsk Ntc dieron vida a ésta escena durante muchos años

## Principales músicos
- Goldie
- Peshay
- Photek
- Commix
- Danny Byrd
- Andy C
- Noisia
- Chase and Status
- Camo and Krooked
- A.M.C
- Marky
- Friction
- Hazard
- Eleno
- Hedex
- Hype
- Maduk
- Reaktor 51
- Fox Stevenson
- Pendulum
- Dimension
- Sub Focus
- Culture Shock
- 1991
- Rusko
- Dux n Bass
- Omni Trio
- Netsky
- Bru-C